# Жітавце
Жітавце (словац. Žitavce) — село, громада округу Нітра, Нітранський край. Кадастрова площа громади — 8.29 км².
Населення 396 осіб (станом на 31 грудня 2018 року).

## Історія
Жітавце згадується 1232 року.

## Населення
| Рік:            | 1994. | 2004.   | 2014.    | 2024.   |
| --------------- | ----- | ------- | -------- | ------- |
| Кількість осіб: | 328   | 334     | 373      | 396     |
| Різниця:        |       | +1,82 % | +11,67 % | +6,16 % |

| Рік:            | 2023. | 2024.   |
| --------------- | ----- | ------- |
| Кількість осіб: | 399   | 396     |
| Різниця:        |       | -0,75 % |